# Markus Solbakken
Pour les articles homonymes, voir Solbakken.
Markus Solbakken, né le 25 juillet 2000 à Hamar en Norvège, est un footballeur norvégien qui évolue au poste de milieu central au Sparta Prague.

## Biographie

### En club
Né à Hamar en Norvège, Markus Solbakken est formé au Ham-Kam, où il fait ses débuts en professionnel. Il y découvre la deuxième division norvégienne.
Le 16 décembre 2020 est annoncé le transfert de Markus Solbakken au Stabæk Fotball. Il s'engage pour un contrat de quatre ans,. Solbakken joue son premier match sous ses nouvelles couleurs le 24 mai 2021, découvrant par la même occasion la première division norvégienne, face au FK Haugesund. Il entre en jeu à la place de Herolind Shala et les deux équipes se neutralisent (0-0 score final). Il inscrit son premier et unique but avec Stabæk le 21 novembre 2021, lors d'une rencontre de championnat face au Kristiansund BK. Son équipe s'impose par trois buts à zéro ce jour-là.
Après la relégation du Stabæk Fotball, Markus Solbakken poursuit sa progression en première division puisqu'il s'engage le 7 février 2022 en faveur du Viking Stavanger. Il signe un contrat de quatre ans.
Le 9 janvier 2024, durant le mercato hivernal, Markus Solbakken rejoint la Tchéquie en s'engageant en faveur du Sparta Prague,.
Le 22 janvier 2025, un an après son arrivée au Sparta, Markus Solbakken quitte le club en étant prêté jusqu'à la fin de la saison au Pise SC. Le club italien dispose d'une option d'achat sur le joueur.

### En équipe nationale
Solbakken fait deux apparitions avec l'équipe de Norvège des moins de 17 ans, les deux en 2017.
Le 20 novembre 2018, Markus Solbakken joue son premier match avec l'équipe de Norvège espoirs face à la Turquie. Il entre en jeu à la place de Tobias Børkeeiet lors de cette rencontre remportée par son équipe sur le score de trois buts à deux.